# Dagmar Šaurová
Dagmar Šaurová (21. listopadu 1909 Jablonec nad Jizerou – 30. ledna 1982 Brno) byla česká historička, archeoložka, v 50. a 60. letech 20. století také ředitelka muzea ve Slavkově u Brna.

## Život
Ačkoli se 21. listopadu 1909 narodila v severočeském Jablonci nad Jizerou, většinu života prožila v jihomoravském Brně. Nejprve ještě v meziválečném období v letech 1932–1937 vystudovala farmacii a po druhé světové válce k ní přidala v letech 1949–1953 studium na Filozofické fakultě Masarykovy univerzity. Zde studovala archeologii, resp. obor historie-prehistorie, stala se promovanou historičkou a následně získala i doktorát (PhDr.).
Po několika předchozích zaměstnáních pracovala v letech 1955–1970 v muzeu ve Slavkově u Brna, převážnou dobu jako ředitelka. Touto funkcí byla pověřena 1. srpna 1955 a vykonávala ji až do roku 1970, kdy odešla do důchodu. Podle Vladimíry Zichové se tak stala nejdéle sloužící ředitelkou slavkovského muzea a „[z]a dobu svého působeni přetvořila muzeum v moderní instituci prezentující jak regionální, tak evropské dějiny“. Jejím přičiněním se v muzeu soustředil bohatý sbírkový fond, např. ještě za života Josefíny Kounicové vyjednala a v roce 1961 přebírala pozůstalost po ní a jejím choti Václavu Kounicovi.
Hlavní doménou Šaurové však byl archeologický výzkum zaniklých středověkých vesnic a hrádků (zvláště Kepkova) v nedalekém Ždánickém lese. Díky jejímu úsilí se zaniklá ves Konůvky stala jednou z prvních kompletně prozkoumaných středověkých vesnic v Československu. Zkoumala také Bohušice, Mezilesice, Skřípov či Vilémov. Ostatně v letech 1955–1957 pracovala i pro Archeologický ústav ČSAV v Brně a v letech 1957–1959 pro Moravské muzeum v Brně. Ve slavkovském muzeu však byla prakticky po celou dobu jedinou odbornou pracovnicí a po jejím odchodu do důchodu v roce 1970 nemělo muzeum žádného kvalifikovaného archeologa, a tak byl celý výzkum převeden do Moravského muzea, kde jej postupně zpracovala Zdeňka Měchurová. Dagmar Šaurová zemřela v Brně 30. ledna 1982 ve věku 73 let.